# 迷宮戀曲
《迷宮戀曲》（迷宮ラブソング）是嵐的第36張單曲，於2011年11月2日發行。唱片公司為J Storm。

## 解說
- 與前作與前作《Lotus》相距約9個月、2011年第2張單曲。
- 分為初回盤、通常盤2種形態發售。初回限定盤收入《迷宮戀曲》、《永不抹滅的心意》兩首歌曲，附贈《迷宮戀曲》的PV及16頁的歌詞本。通常盤除了收入《迷宮戀曲》以外，再收錄《together, forever》、《泡沫》、《wanna be…》以及其4首的原版卡拉OK，共8曲。
- 主打歌是由成員櫻井翔主演，富士電視台火曜連續劇《推理要在晚餐後》的主題曲。
- 在第62回NHK紅白歌合戰以組曲形式演唱（迷宮戀曲 + 無盡的天空）

## 收錄曲

### 通常版
1. 迷宮戀曲（迷宮ラブソング）
作詞：伊織
作曲：iiiSAK・Dyce Taylor
編曲：Trevor Ingram
富士電視台火曜連續劇《推理要在晚餐後》片尾曲
2. together, forever
作詞・作曲：100+
編曲：佐々木博史
3. 泡沫
作詞：R.P.P.
Rap詞：櫻井翔
作曲：youwhich・Dyce Taylor
編曲：youwhich
4. wanna be...
作詞：伊織・Soluna
作曲：大島こうすけ
編曲：吉岡たく
5. 迷宮戀曲（迷宮ラブソング）（Original Karaoke）
6. together, forever（Original Karaoke）
7. 泡沫（Original Karaoke）
8. wanna be...（Original Karaoke）

### 初回限定版

#### CD
1. 迷宮戀曲（迷宮ラブソング）
2. 永不抹滅的心意（消えぬ想い）
作詞：alt
作曲、編曲：市川喜康・マシコタツロウ・ha-j

#### DVD
1. 迷宮戀曲（迷宮ラブソング）（PV）